# Long Neck (Delaware)
Long Neck je naseljeno područje za statističke svrhe u američkoj saveznoj državi Delaware. Prema popisu stanovništva iz 2010. u njemu je živjelo 1.980 stanovnika.